# Magneuptychia francisca
Espèce
Magneuptychia francisca est une espèce d'insectes lépidoptères (papillons) de la famille des Nymphalidae, de la sous-famille des Satyrinae et du genre Magneuptychia.

## Dénomination
Magneuptychia francisca a été décrit par Arthur Gardiner Butler en 1870 sous le nom initial de Euptychia francisca.

## Description
Magneuptychia francisca est un papillon d'une envergure d'environ 40 mm au dessus beige.
Le revers est beige barré de deux bandes étroites plus foncées. L'apex de l'aile antérieure présente un petit ocelle noir et l'aile postérieure une ligne submarginale d'ocelles dont ceux situés à l'apex et  proche de l'angle anal sont gros, noir et doublement pupillés.

## Écologie et distribution
Magneuptychia francisca est présent uniquement en Équateur.

### Protection
Pas de statut de protection particulier.